# Köztársasági Gyűlés (Portugália)
A Köztársasági Gyűlés (portugálul: Assembleia da República, ejtsd: [ɐsẽˈblɐjɐ dɐ ʁɛˈpublikɐ]) Portugália egykamarás törvényhozása. Legtöbbször egyszerűen Parlamentként (portugálul: Parlamento) hivatkoznak rá. Az alkotmány alapján a gyűlés „az összes portugál állampolgár képviselőtestülete”, továbbá megnevezi azt az ország egyik legfelsőbb hatalmi szerveként. Székhelye Lisszabonban, a Palácio de São Bentoként (Szent Benedek palotája) található.

## Fordítás
- Ez a szócikk részben vagy egészben  az   Assembly of the Republic című angol Wikipédia-szócikk ezen változatának fordításán alapul.  Az eredeti cikk szerkesztőit annak laptörténete sorolja fel. Ez a jelzés csupán a megfogalmazás eredetét és a szerzői jogokat jelzi, nem szolgál a cikkben szereplő információk forrásmegjelöléseként.| - m - v - sz Európa parlamentjei  | - m - v - sz Európa parlamentjei                                                                                                                                                                                                                                                                                                                                                                                                                                                                                                                                                                                                                                                                                                                                                                                                                                                                                                                                                                                                                                                  |
| --------------------------------- | --- |
| Államszövetség                    | - Európai Parlament |
| Szuverén államok                  | - Albánia - Andorra - Ausztria (Nemzeti Tanács, Szövetségi Tanács) - Belgium (Képviselőház, Szenátus) - Bosznia-Hercegovina (Képviselőház, Népek Háza) - Bulgária - Ciprus - Csehország (Képviselőház, Szenátus) - Dánia - Egyesült Királyság (Képviselőház, Lordok Háza) - Észak-Macedónia - Észtország - Fehéroroszország (Képviselőház, Köztársasági Tanács) - Finnország - Franciaország (Nemzetgyűlés, Szenátus) - Görögország - Grúzia - Hollandia (Képviselőház, Szenátus) - Horvátország - Izland - Írország (Dáil Éireann, Seanad Éireann) - Lengyelország (Szejm, Szenátus) - Lettország - Liechtenstein - Litvánia - Luxemburg - Magyarország - Málta - Moldova - Monaco - Montenegró - Németország (Bundesrat) - Norvégia - Olaszország (Képviselőház, Szenátus) - Oroszország (Állami Duma, Szövetségi Tanács) - Portugália - Románia (Képviselőház, Szenátus) - San Marino - Spanyolország (Képviselőház, Szenátus) - Svájc (Nemzeti Tanács, Államtanács) - Svédország - Szerbia - Szlovákia - Szlovénia (Nemzetgyűlés, Nemzeti Tanács) - Ukrajna - Vatikán (nincs) |
| Autonóm és tengerentúli területek | - Åland - Észak-Írország - Feröer - Gibraltár - Guernsey - Man (House of Keys, Törvényhozó Tanács) - Jersey - Skócia - Wales |
| Vitatott státusú területek        | - Észak-Ciprus - Koszovó - Transznisztria |